# Urban Gad
Peter Urban Bruun Gad (* 12. Februar 1879 in Skælskør, Dänemark; † 26. Dezember 1947 in Kopenhagen) war ein dänischer Drehbuchautor und Regisseur.

## Leben
Urban Gad war der zweite Sohn des Konteradmirals Urban Gad (1841–1920) und der Dramatikerin Emma Gad (1852–1921). Wie viele andere Regisseure dieser Zeit kam auch Urban Gad über das Theater zum Film. Am Theater lernte er Asta Nielsen kennen, mit der sich eine fruchtbringende Zusammenarbeit entwickelte. Beide entschieden 1910, gemeinsam Filme zu drehen. Gad schrieb das Drehbuch und führte Regie im Film Afgrunden, in dem Asta Nielsen die Hauptrolle spielte und der ein Kassenschlager wurde.
Der Erfolg ermöglichte es ihnen, Filme in Deutschland für die Bioscop GmbH und für die PAGU zu drehen. Die in den nächsten Jahren gedrehten Filme waren finanziell äußerst ertragreich. Außerdem entstand eine enge Zusammenarbeit mit dem vielbeschäftigten Kameramann Guido Seeber. Der bis heute bekannteste Film Gads ist die 1914 uraufgeführte Komödie Engelein (1914), in der die 32-jährige Asta Nielsen eine 17-Jährige spielt, die eine 12-Jährige „spielen“ muss, um – zur Erhaltung ihrer Erbeinsetzung – ihren sittenstrengen Onkel zu täuschen. Einen letzten Glanzpunkt bildet noch der Film Vordertreppe – Hintertreppe (1915).
Im Jahr 1912 heiratete Urban Gad Asta Nielsen. Die Ehe wurde allerdings 1918 wieder geschieden. Beruflich hatte die Zusammenarbeit bereits 1915 geendet. Große Erfolge für Gad blieben danach aus. Im November 1920 gründete er mit dem Drehbuchautor Bobby E. Lüthge und dem Kaufmann Hans Levin die Corona-Film GmbH. Bis 1922 drehte er noch Filme in Deutschland und kehrte dann nach Dänemark zurück. Dort konnte er nur noch einen Film inszenieren: Lykkehjulet (Das Glücksrad (1927), auch: Pat und Patachon: Das entschwundene Testament), einen Film mit den dänischen Komikern Pat und Patachon.
Urban Gad gehörte neben Stellan Rye zu den großen Regisseuren im deutschen Kino vor dem Ersten Weltkrieg, die aus Dänemark Anfang der 1910er Jahre nach Berlin gekommen waren. In Erinnerung bleiben wird er als Regisseur der frühen Filme mit Asta Nielsen.

## Filmografie (Auswahl)
- 1910: Abgründe (Afgrunden)
- 1911: Heißes Blut
- 1911: Nachtfalter
- 1911: Der schwarze Traum (Den sorte drøm)
- 1911: Im großen Augenblick
- 1911: Zigeunerblut
- 1911: Der fremde Vogel
- 1911: Die Verräterin
- 1912: Die Macht des Goldes
- 1912: Die arme Jenny
- 1912: Zu Tode gehetzt
- 1912: Der Totentanz
- 1912: Die Kinder des Generals
- 1912: Wenn die Maske fällt
- 1912: Nina, die weiße Sklavin (Det berygtede hus)
- 1912: Das Mädchen ohne Vaterland
- 1912: Jugend und Tollheit
- 1913: Komödianten
- 1913: Die Sünden der Väter
- 1913: Der Tod in Sevilla
- 1913: Die Suffragette
- 1913: S1
- 1913: Die Filmprimadonna
- 1914: Engelein
- 1914: Das Kind ruft
- 1914: Zapatas Bande
- 1914: Das Feuer
- 1915: Die Tochter der Landstraße
- 1915: Vordertreppe – Hintertreppe
- 1916: Engeleins Hochzeit
- 1916: Aschenbrödel
- 1916: Weiße Rosen
- 1916: Die ewige Nacht
- 1916: Die Gespensterstunde
- 1917: Der Schmuck des Rajah
- 1920: Weltbrand
- 1921: Die Flucht aus dem goldenen Kerker
- 1921: Der vergiftete Strom (auch Produzent)
- 1921: Die Insel der Verschollenen (auch Produzent)
- 1922: Hanneles Himmelfahrt
- 1927: Das Glücksrad (Lykkehjulet)